# Lampsaque
Lampsaque (en grec ancien Λάμψακος / Lámpsakos : « venteuse », aujourd'hui Lapseki), d’abord connue comme Pityussa (Πιτυοῦσσα / Pityoũssa : « la madrague ») est une ancienne cité grecque d’Asie mineure, située sur la rive sud de l’Hellespont, en Troade.

## Histoire
Selon la tradition, c’est une colonie fondée par les Phocéens en 654 avant notre ère. Sa position stratégique de port sur l’Hellespont est le fondement de sa prospérité commerciale. Au VIe siècle av. J.-C., elle est soumise par les Lydiens puis, au début des guerres médiques, par les Perses, menés par Daurisès, gendre de Darius Ier. Artaxerxès Ier confie ensuite Lampsaque à Thémistocle en échange d’un approvisionnement en vin local, réputé dans toute la Grèce.
Après la bataille du cap Mycale, elle rejoint la ligue de Délos et paie un tribut de douze talents. En 411 av. J.-C., elle fait défection et s’allie au Spartiate Dercylidas. Elle est reprise par l’Athénien Strombichidès avant d’être regagnée par Lysandre en 405 av. J.-C.
Elle est le lieu de naissance du rhéteur Anaximène, de l’historien Charon et des philosophes Adimante, Métrodore de Lampsaque l’Ancien et Métrodore de Lampsaque le Jeune.
À l’époque hellénistique, Lampsaque se trouve dans la zone d’influence du royaume de Pergame. Lors de la cinquième guerre de Syrie, menée par le Séleucide Antiochos III, Lampsaque est menacée. L’arrivée du général romain P. Cornélius Scipion contraint Antiochos à abandonner la ville ainsi que les autres cités de l’Hellespont. La cité fait ensuite alliance avec Rome. Sous la tutelle romaine, elle connaît la prospérité : Cicéron la décrit ainsi comme « une des plus renommées et des plus célèbres de l’Asie ».
Le christianisme commence à s’y implanter dès le IIe siècle. Au IVe siècle, Parthénios est le premier évêque connu de Lampsaque. Après le « millénaire byzantin », Lampsaque est prise par les ottomans en 1330. En 1847, non loin de la ville, des agriculteurs ont dégagé un ensemble de pièces d’argenterie liturgique, le trésor de Lampsaque comportant des cuillères d’argent, un calice, un siège pliant et des candélabres, poinçonnés sous le règne de Justinien Ier. Sa population grecque est expulsée en 1923 selon les dispositions du traité de Lausanne entre la Grèce et la Turquie, et s’installe en Eubée, près de Chalcis, fondant une localité appelée « la Nouvelle-Lampsaque » (Νέα Λάμψακος).

## Priape
Lampsaque est à l’origine du culte de Priape : 

« Les habitants de Lampsaque, ville située sur les bords de l’Hellespont, s’avisèrent, les premiers, de tirer ce symbole (le phallus) de la dépendance des dieux-soleil, de l’ériger en divinité, et de lui rendre un culte particulier sous le nom antique de Priape. Ce dieu naquit dans cette ville, dit la fable, ce qui, en langage allégorique, signifie que son culte y prit naissance. »

— Jacques-Antoine Dulaure, Des divinités génératrices, ou du culte du phallus chez les anciens et les modernes ..., Dentu, 1805, 427 p. (lire en ligne), « Origine du Phallus et de son culte ».
Les cités voisines de Parion et de Pège (en grec : Πηγή : « la source »/ Pegæ) vouaient elles aussi un culte au dieu Priape.

### Personnages
- Charon (vers 500-après 465 av. J.-C.) historien logographe
- Métrodore, dit l'Ancien (Ve siècle av. J.-C.) philosophe
- Anaximène (380-320 av. J.-C.) historien, l’un des précepteurs d'Alexandre le Grand
- Anaxagore (500 – 428 av. J.-C.), philosophe
- Polyen (vers 340– 278 av. J.-C.) mathématicien, ami d’Épicure
- Straton (vers 335-vers 269 av. J.-C.) philosophe aristotélicien, deuxième scolarque du Lycée
- Métrodore, dit le Jeune (321-277 av. J.-C.) philosophe disciple d’Épicure
- Épicure y a enseigné avant de fonder le Jardin à Athènes
- Colotès (IIIe siècle av. J.-C.) disciple d'Épicure
- Thémista épouse de Léontée, philosophe épicurienne surnommée la Solon féminine
- Léontée de Lampsaque (IIIe siècle av. J.-C.) disciple d’Épicure
- Idoménée de Lampsaque (vers 310-vers 270 av. J.-C.) ami et disciple d’Épicure
- Xénophon de Lampsaque, géographe[7]
- Abraham de Lampsaque (? - 366) ascète
- Denise (? -450) martyre avec Pierre, Paul et André de Lampsaque
- Tryphon (entre 222 et 232-251) saint martyr à Nicée[8].

## Annexe